# Agria (geslacht)
Agria is een vliegengeslacht uit de familie van de dambordvliegen (Sarcophagidae).

## Soorten
- A. affinis (Fallén, 1817)
- A. housei Shewell, 1971
- A. mamillata (Pandellé, 1896)
- A. mihalyii (Rohdendorf & Verves, 1978)
- A. monachae (Kramer, 1908)